# Mitologia islamica
La mitologia islamica è il corpo narrativo tradizionale associato alla fede islamica, trattato da un punto di vista mitografico.

## Racconti biblici nel Corano
L'Islam incorpora numerosi racconti biblici, con vari relativi suoi protagonisti. Storie riguardanti Mosè (in arabo Mūsā) e Abramo (in arabo Ibrāhīm) fanno parte delle scritture coraniche. Il libro sacro islamico racconta anche la storia di Giuseppe (in arabo Yūsuf), abbandonato nel deserto dai suoi fratelli per poi venire venduto agli Egizi, e parla anche di Maria, madre di Gesù (in arabo Maryam). In entrambi i casi, il Corano aggiunge dettagli originali e una interpretazione dei personaggi in chiave islamica: ad esempio, nella versione islamica, Gesù parla quando è ancora un bimbo in fasce, e si sottolinea che egli fosse un uomo miracolosamente concepito solo da donna ed eletto profeta da Dio, senza costituire in alcun modo un'incarnazione di Dio stesso: cosa concepita come sommamente blasfema per l’Islam.

## Narrazione sulla creazione dell'universo e dell'uomo
Secondo il Corano, i cieli e la Terra erano uniti insieme come una singola "unità della creazione", e solo in un secondo momento essi furono "separati". Alcune parti del Corano sostengono che il processo di creazione prese 6 giorni, In altre parti del libro sacro si ricorda che due furono i giorni dedicati alla creazione della Terra, due quelli per creare le montagne, e due altri giorni per creare i Cieli e le stelle. Nel Corano la parola "giorno" è normalmente interpretata come "era", di un indefinibile numero di anni.
Diffusa nell'immaginario occidentale non islamico (ma del tutto assente nella tradizione islamica asseverata) è la fantasia che nel paradiso islamico creato da Dio per i beati . Tutto nasce da un passaggio coranico (Sūra LV, versetto 56) maliziosamente distorto, in cui si parla di non meglio identificabili urì (interpretate come "vergini") per il beato e di ghilmān, غِلْمانُ (interpretati come "paggi") per le donne beate, senza indicarne in alcun modo la loro esatta natura e il loro numero e senza entrare in dettaglio nel godimento, di natura sessuale o mentale, che deriverebbe da tali incontri.
Tra le convinzioni senza alcuna base dottrinaria, esiste anche l'idea che sul petto di ogni urì - mai toccata da uomo o da jinn - sia scritto il nome di Allah e quello dell'uomo cui essa sia stata destinata.
Dopo aver creato l'universo e avere apportato le distinzione che a Lui parvero opportune, Allah creò gli angeli e i jinn e, come ultimo atto, l'uomo, ossia Adamo che fu collocato nel Giardino paradisiaco. A lui Allah rivelò il nome di ogni Sua creatura, dandogli in questo modo potere su di esse, e ordinò agli angeli di adorarlo. Al rifiuto di alcuni di essi, sobillati da Iblīs, ne conseguì la loro cacciata dal settimo cielo.

La cacciata di Adamo ed Eva dal Paradiso avviene analogamente alla Bibbia, per aver trasgredito all'ordine di Allah di non mangiare il frutto dell'Albero della conoscenza. Iblis tentò con inganno i due, che furono cacciati dall'Eden.

## La Mekka
Secondo la tradizione islamica, Allah fece calare dal Cielo una costruzione destinata a diventare il primo santuario ove lo si potesse venerare. L'edificio - la Kaʿba, chiamata anche al-Bayt al-ʿAtīqa (la Casa Antica) - sarebbe stata distrutto dal catastrofico Diluvio Universale. Il profeta Noè (Nūḥ) ne poté tuttavia mettere in salvo un lacerto (la futura Pietra Nera, all'epoca di color bianco) in un anfratto delle alture circostanti il luogo della futura La Mecca.

Secondo un mito ampiamente diffuso in contesto islamico, la Pietra Nera si scurì progressivamente a causa dei peccati del genere umano e, secondo un altro mito, la sua somiglianza con un occhio umano - causata dal castone nel quale fu costretto dopo la sua rottura a causa di un incendio in occasione della guerra civile tra Abd Allah ibn al-Zubayr e le truppe omayyadi del califfo Yazid ibn Mu'awiya, guidate da al-Hajjaj ibn Yusuf - fece nascere la credenza popolare che essa sia l'occhio di un angelo chiamato a controllare chi si sia recato alla Mecca per assolvere l'obbligo del hajj.
 
Più tardi, Abramo e suo figlio Ismaele (in arabo Ismāʿīl) la trassero fuori dalle profondità del monte in cui era stata messa al riparo dai flutti diluviali, dando quindi su disposizione divina l'avvio ai lavori di riedificazione della Kaʿba. Per far questo, Abramo sfruttò una formazione rocciosa che era nelle immediate prossimità della Kaʿba: il cosiddetto Maqām Ibrāhīm, anche se la distanza del Maqām dalla Kaʿba porterebbe alla logica conclusione che la Kaʿba di Abramo e Ismaele dovesse sorgere in un luogo ad esso più vicino dell'attuale, comunque diverso da quello indicato dalla tradizione, quale che ne fosse la dimensione.

## Gog e Magog
La tradizione islamica, confermata nel Corano fa suo il mito di Gog e Magog (in arabo يأجوج و مأجوج‎?, Yāʾjūj wa Māʾjūj), che si pensava fossero la quintessenza del male, tanto che il profeta Mosè (in arabo Mūsā) avrebbe esortato Dhū l-Qarnayn, "Quello delle due corna" - identificato dagli esegeti coranici in Alessandro Magno - a costruire una "barriera" per separarli dal resto del genere umano. Barriera che vari mufassirūn hanno pensato indicasse la Grande Muraglia cinese o il passo montano dell'Afganistan.

## Tempo lineare
L'ebraismo e il cristianesimo hanno una concezione lineare del tempo, al contrario della concezione ciclica del tempo degli Zoroastriani.
La cosa riguarda anche ogni aspetto legato alla mitologia sviluppatasi in contesto islamico.

## Esseri soprannaturali
- Azrael - l'angelo della morte
- Burāq - essere simile a un cavallo le sue dimensione tra il mulo e l’asino la sua velocità e che metteva i suoi zoccoli fin dove arriva la sua vista  , che avrebbe trasportato Maometto dal Nobile Santuario all'Ultimo Tempio, in quel racconto che è chiamato del "viaggio notturno" e dell'"ascesa ai Cieli" (Isrāʾ e Miʿrāj).
- Dardāʾīl - Angeli che viaggiano sulla Terra alla ricerca delle assemblee umane in cui viene ricordato il Nome di Allah. Il Corano cita il nome di due di essi, Hārūt e Mārūt, inviati tra gli uomini per mettere alla prova il popolo di Babilonia.
- Isrāfīl - L'angelo al cui suono di tromba comincerà il Giudizio Universale.
- Gibrīl o Gibraʾīl - l'angelo Gabriele che viene impiegato come messaggero da Allāh.
- Jinn - creature di fuoco, poste a metà via tra gli uomini e i diavoli. Con gli angeli, i diavoli e gli uomini, sono le uniche creature dotate da Allah d'intelletto
  - ʿIfrīt - Particolare jinn, caratterizzato da grande potenza e ferocia
- Raqīb e ʿAtīd - I due angeli sono anche definiti Kiraman Katibin e che sono incaricati di registrare ogni opera buona e cattiva di un essere umano.
- Muʿaqqibāt - Classe di guardiani angelici incaricata di scortare ogni uomo fin dalla nascita fino al tempo fissato della sua morte.
- Mālik - L'angelo custode del Fuoco infernale.
- Munkar e Nakīr - Gli angeli che verificano la fede dell'uomo non appena deposto nella tomba.
- Ridwan - L'angelo che ha l'incarico di sorvegliare il Janna (Paradiso islamico)